# Gylmar dos Santos Neves
Gylmar dos Santos Neves (pronunție în portugheză braziliană [ʒiwˈmaɾ duˈsɐ̃tus ˈnɛvis]; n. 22 august 1930, Santos, São Paulo, Brazilia – d. 25 august 2013, São Paulo, São Paulo, Brazilia), cunoscut mai simplu ca Gilmar (cu un i), a fost un fotbalist brazilian care a jucat pe postul de portar pentru Corinthians și Santos a reprezentat Brazilia la trei Campionate Mondiale. A fost ales drept cel mai bun portar brazilian al secolului al XX-lea și unul din cei mai buni portari din lume de către IFFHS. Avea o atitudine sobră și o personalitate pașnică.

## Legături externe
- Gylmar dos Santos Neves pe site-ul FIFA (arhivat)
- Corinthians All Time Best XI Arhivat în 31 octombrie 2008, la Wayback Machine.
- Gylmar dos Santos Neves pe site-ul National-Football-Teams.com